# Cyanoramphus
Cyanoramphus is een geslacht van vogels uit de familie Psittaculidae (papegaaien van de Oude Wereld). Ze worden kakariki's genoemd.

## Kenmerken
Het zijn middelgrote vogels die overwegend groen gekleurd zijn.

## Verspreiding en leefgebied
De soorten komen voor in Nieuw-Zeeland en op een aantal eilanden in het zuiden van de Grote Oceaan. De meeste soorten komen voor in bossen, een paar soorten die op de subantarctische eilanden voorkomen leven daar in graslanden. 
Door aantasting van het leefgebied zijn endemische (onder)soorten op de eilanden  Tahiti (C. zealandicus), Raiatea (C. ulietanus), Lord Howe-eiland (C. subflavescens) en Macquarie-eiland I (C. novaezelandiae erythrotis) uitgestorven.

## Soorten
Het geslacht telt elf soorten, waarvan drie zijn uitgestorven. Over deze indeling is geen consensus, sommige soorten worden ook wel als ondersoort beschouwd.
- Cyanoramphus auriceps − Geelvoorhoofdkakariki
- Cyanoramphus cookii − Norfolkkakariki
- Cyanoramphus forbesi − Chathamkakariki
- Cyanoramphus hochstetteri − Reischeks kakariki
- Cyanoramphus malherbi − Oranjevoorhoofdkakariki
- Cyanoramphus novaezelandiae − Roodvoorhoofdkakariki
  -  † C. n. erythrotis − Macquariekakariki
- Cyanoramphus saisseti − Nieuw-Caledonische kakariki
- Cyanoramphus unicolor − Groene kakariki

### Uitgestorven
- † Cyanoramphus subflavescens − Lord-Howekakariki
- † Cyanoramphus ulietanus − Raiateakakariki
- † Cyanoramphus zealandicus − Tahitikakariki